# Astaena nitidula
Astaena nitidula är en skalbaggsart som beskrevs av Moser 1918. Astaena nitidula ingår i släktet Astaena och familjen Melolonthidae. Inga underarter finns listade.